# Communauté de communes Tille et Venelle
La Communauté de communes Tille et Venelle est une communauté de communes française, située dans le département de la Côte-d'Or et la région Bourgogne-Franche-Comté.

## Historique
La communauté de communes est créée au 1er janvier 2017 par fusion de la communauté de communes du canton de Selongey et de la communauté de communes des Sources de la Tille.

## Composition
La communauté de communes est composée des 18 communes suivantes :
| Nom                         | Code Insee | Gentilé       | Superficie (km2) | Population (dernière pop. légale) | Densité (hab./km2) |
| --------------------------- | ---------- | ------------- | ---------------- | --------------------------------- | ------------------ |
| Selongey (siège)            | 21599      | Selongéens    | 46,42            | 2 394 (2022)                      | 52                 |
| Avot                        | 21041      |               | 21,67            | 189 (2022)                        | 8,7                |
| Barjon                      | 21049      | Barjonais     | 4,57             | 34 (2022)                         | 7,4                |
| Boussenois                  | 21096      | Bussenotins   | 12,49            | 106 (2022)                        | 8,5                |

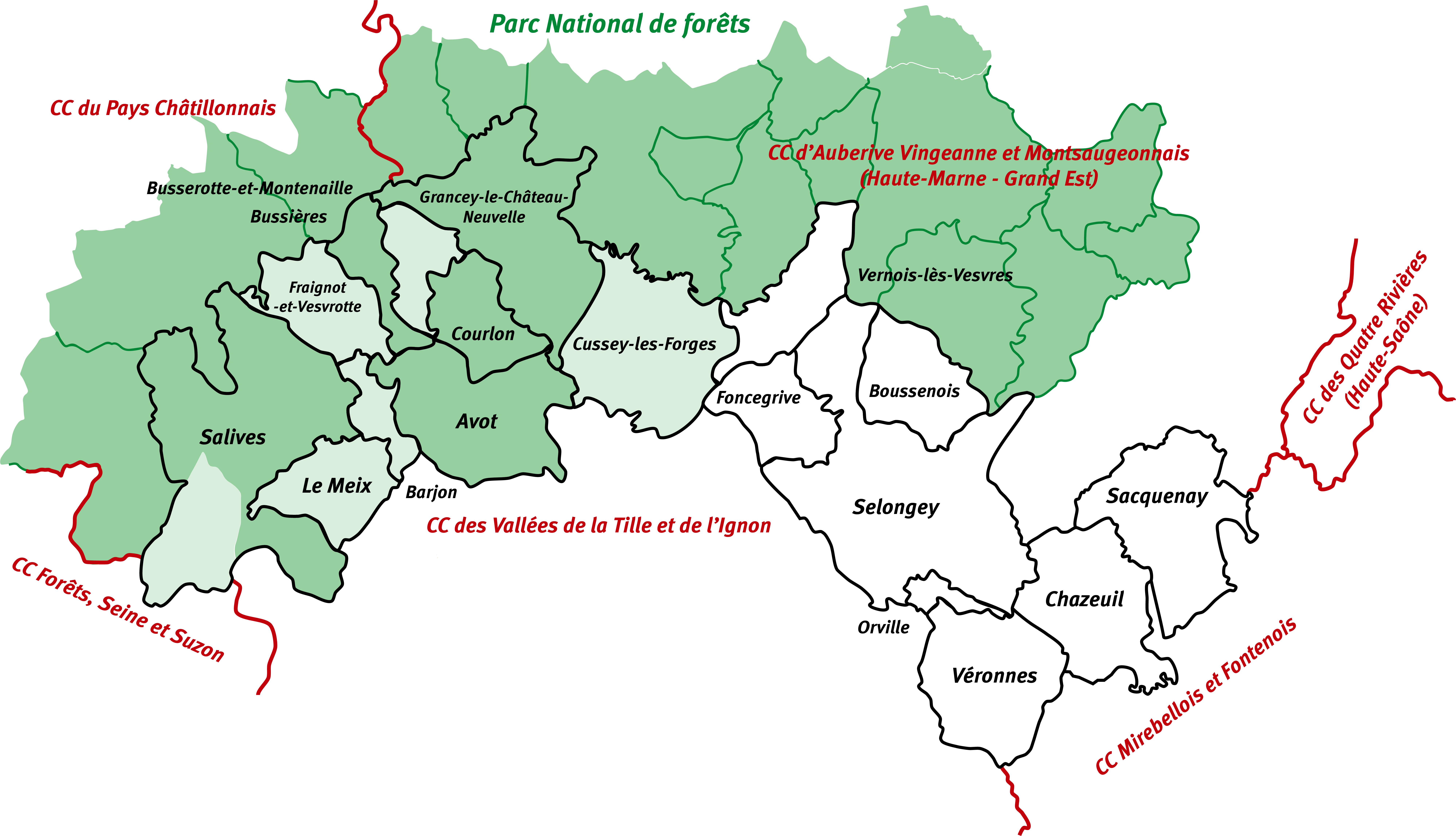

| Busserotte-et-Montenaille   | 21118      |               | 6,56             | 33 (2022)                         | 5                  |
| Bussières                   | 21119      | Buxenois      | 6,31             | 44 (2022)                         | 7                  |
| Chazeuil                    | 21163      | Chazuilois    | 18,55            | 187 (2022)                        | 10                 |
| Courlon                     | 21207      | Courlonais    | 9,86             | 76 (2022)                         | 7,7                |
| Cussey-les-Forges           | 21220      |               | 23,32            | 147 (2022)                        | 6,3                |
| Foncegrive                  | 21275      | Sacrefontains | 10,13            | 128 (2022)                        | 13                 |
| Fraignot-et-Vesvrotte       | 21283      |               | 11,73            | 72 (2022)                         | 6,1                |
| Grancey-le-Château-Neuvelle | 21304      |               | 27,55            | 262 (2022)                        | 9,5                |
| Le Meix                     | 21400      |               | 10,61            | 43 (2022)                         | 4,1                |
| Orville                     | 21472      | Orvillois     | 2,24             | 177 (2022)                        | 79                 |
| Sacquenay                   | 21536      |               | 22,13            | 287 (2022)                        | 13                 |
| Salives                     | 21579      |               | 47,85            | 196 (2022)                        | 4,1                |
| Vernois-lès-Vesvres         | 21665      | Vernoisiens   | 11,51            | 156 (2022)                        | 14                 |
| Véronnes                    | 21667      | Véronnais     | 19,2             | 402 (2022)                        | 21                 |